# Gersenda di Guascogna
Gersenda di Guascogna (... – prima del 29 luglio 1011) fu contessa consorte di Auxerre e duchessa consorte di Borgogna, dal 992 al 996.

## Origine
Secondo un documento della Ex Historia Abbatiæ Condomensis, del 1011, in cui Gersenda viene citata come nipote di Gombaldo, vescovo e sorella del duca, Sancho VI, era figlia del duca di Guascogna Guglielmo I e della moglie, Urraca di Navarra, che, secondo le Europäische Stammtafeln, vol III, pag. 563 (non consultate) era figlia del re di Navarra García I e della seconda moglie Teresa di León, figlia del re di León, Ramiro II e della sua prima moglie Adosinda Gutiérrez.
Guglielmo I di Guascogna era il figlio terzogenito del duca di Guascogna Sancho IV e della moglie di cui non si conoscono né il nome né gli ascendenti.

## Biografia
Gersenda, nel corso del 992, venne data in sposa, divenendone la seconda moglie, al duca di Borgogna, Enrico Ottone il Grande (965–1002), figlio di Ugo il Grande (895-956), duca di Francia, conte di Parigi e conte di Auxerre e di Edvige di Sassonia (922-965), figlia del re di Germania, Enrico l'Uccellatore; infatti il documento nº 193 del Cartulaire du Prieuré de Paray-le-Monial et visites de l'ordre de Cluny (non consultato), cita Gersenda, moglie del duca Enrico (Enrici ducis, Garlindis uxoris eius), come firmataria.
Anche due documenti del Recueil des actes du prieuré de Saint-Symphorien d'Autun de 696 à 1300, il nº 15 (Henrici ducis…[et] dominæ Garsindis comitissæ), del 992 (non consultato), ed il nº 17 (Henricus dux, Gersindis ducatrix), del 993 (non consultato), citano Gersenda come moglie di Enrico I.
Sempre secondo un documento della Ex Historia Abbatiæ Condomensis, del 1011, sappiamo che Gersenda venne ripudiata dal marito, verso il 996.
Dopo essere stata ripudiata, Gersenda fece ritorno in Guascogna.
Gersenda, senza essere nominata viene citata nel Rhythmus satyricus di Adalberone di Laon.
La data della morte di Gersenda non è nota; è avvenuta dopo il 1011, perché in quella data, sempre secondo il documento della Ex Historia Abbatiæ Condomensis, era ancora in vita.

## Figli
Al duca di Borgogna, Enrico Ottone il Grande, Gersenda non diede figli:

### Fonti primarie
- (LA)  Rerum Gallicarum et Francicarum Scriptires, tomus XI.
- (FR)  Corpum Scriptorum Latinorum, tomus XI, Rhythmus satyricus, tradotto in francese da Sébastien Bricout.

### Letteratura storiografica
- Rafael Altamira, Il califfato occidentale, in Storia del mondo medievale, vol. II, 1999, pp. 477–515.
- René Poupardin, "Ludovico il Pio", cap. XVIII, vol. II (L'espansione islamica e la nascita dell'Europa feudale) della Storia del Mondo Medievale, pp. 558–582.
- (ES, LA) Textos navarros del códice de Roda (PDF), su unizar.es. URL consultato il 27 luglio 2021 (archiviato dall'url originale il 31 gennaio 2021).